# Pontarmé
Pontarmé är en kommun i departementet Oise i regionen Hauts-de-France i norra Frankrike. Kommunen ligger i kantonen Senlis som tillhör arrondissementet Senlis. År 2022 hade Pontarmé 896 invånare.

## Befolkningsutveckling
Antalet invånare i kommunen Pontarmé
| Referens: INSEE |